# 郑云飞
郑云飞（1932年—），男，辽宁营口人，中华人民共和国政治人物，曾任中共武汉市委书记，湖北省人大常委会副主任。